# ريتشارد بوولنجر
ريتشارد بوولنجر (بالإنجليزية: Richard Boulanger)‏ هو ملحن أمريكي، ولد في 10 نوفمبر 1956 في فول ريفر في الولايات المتحدة.